# Horst Michalowski
Horst Michalowski (* 29. Mai 1937 in Wahrendorf, Kreis Sensburg; † 13. Januar 2005 in Bad Zwischenahn, Landkreis Ammerland) war ein deutscher Schriftsteller und Übersetzer.

## Leben
Horst Michalowski war der erste der fünf Söhne einer masurischen Familie, die zuerst in Prawdowen (Wahrendorf), dann in Selbongen lebte. Seine Eltern waren Franz und Ottilie Michalowski, geb. Faltin. Nach Kriegsende kam Selbongen zu Polen und heißt seither Zełwągi. Er heiratete im Jahr 1960 und wohnte mit der Ehefrau in Mikołajki. Im Rahmen der Familienzusammenführung kamen die Eheleute Ende 1968 als Aussiedler in der Bundesrepublik an. Sie lebten seit 1969 in Bad Zwischenahn am Zwischenahner Meer. 
In den Jahren von 1972 bis 1974 übersetzte Horst Michalowski aus dem Englischen drei Sachbücher über Schusswaffen in die deutsche Sprache, die beim Motorbuch-Verlag erschienen. Während eines Aufenthalts in der masurischen Heimat im Sommer 1998 verfasste er in Zełwągi den Roman Die Silberstraße. Ein Masurenleben, der 1999 in Berlin veröffentlicht wurde. Es folgten einschlägige Bücher über Masuren mit  Geschichten, Märchen sowie Gedichten. Zugleich forschte er über Ernst Wiechert, der 1887 im masurischen Kleinort geboren wurde.
Als Horst Michalowski verstarb, gab Siegrid Michalowski in den Folgejahren mehrere Publikationen aus dem Nachlass heraus.

## Schriften

### Übersetzungen
- Arthur James Barker, John Walter: Die russischen Infanteriewaffen des Zweiten Weltkrieges (Russian infantry weapons of World War II). 1972, ISBN 3-87943-256-2.
- Ian  Hogg: Die deutschen Pistolen und Revolver; 1871–1945 (German pistols and revolvers).  Motorbuch-Verlag, Stuttgart 1973, ISBN 3-87943-259-7.
- Frank William Arthur Hobart: Das Maschinengewehr. Die Geschichte einer vollautomatischen Waffe (Pictorial History of the Submachine-Gun). Motorbuch-Verlag, Stuttgart 1974, ISBN 3-87943-277-5.

### Bücher
- Die Silberstraße. Ein Masurenleben. Frieling, Berlin 1999, ISBN 3-8280-0881-X.
- Masurenland. Die Natur in Gedichten und Geschichten. 1999. Isensee, Oldenburg 1999, ISBN 3-89598-652-6.
- Mondlicht auf den Gewässern der Heimat. Roman um eine Heimatvertriebene. Freiling, Berlin 2000, ISBN 3-8280-1316-3.
- Masurische Märchen. Isensee, Oldenburg 2003, ISBN 3-89598-959-2.

posthum
- Siegrid Michalowski (Hrsg.): Wenn der Schnee geschmolzen ist. (Roman-Fragment, ergänzt durch eine Biografie und Stimmen zum Werk). Isensee, Oldenburg 2007, ISBN 978-3-89995-478-4.
- Horst Michalowski erzählt über seine Heimat Ostpreußen über Menschen, Natur und Tierwelt. 2008.
- Siegrid Michalowski (Hrsg.): Ernst Wiecherts letzter Besuch bei seinem Vater in der Heimat. Bad Zwischenahn 2008. (Hörbuch)
- Siegrid Michalowski (Hrsg.): Horst Michalowski schildert. Ernst Wiecherts letzter Besuch bei seinem Vater in der Heimat. 2010. (Album)